# Nagroda Grammy w kategorii Best Rock Song
Nagroda Grammy w kategorii Best Rock Song jest przyznawana autorom zwycięskiego rockowego utworu od 1992 roku.

## Dotychczasowi zwycięzcy
| Rok  | Zwycięzca                       | Wykonawca                                              | Twórca utworu                                                                   |
| ---- | ------------------------------- | ------------------------------------------------------ | ------------------------------------------------------------------------------- |
| 2018 | "Run"                           | Foo Fighters                                           | Dave Grohl, Taylor Hawkins, Nate Mendel, Pat Smear & Chris Shiflett             |
| 2017 | "Blackstar"                     | David Bowie                                            | David Bowie                                                                     |
| 2016 | "Don't Wanna Fight"             | Alabama Shakes                                         | Alabama Shakes                                                                  |
| 2015 | "Ain’t It Fun"                  | Paramore                                               | Hayley Williams Taylor York                                                     |
| 2014 | "Cut Me Some Slack"             | Dave Grohl, Paul McCartney, Krist Novoselic, Pat Smear | Dave Grohl, Paul McCartney, Krist Novoselic, Pat Smear                          |
| 2013 | "Lonely Boy"                    | The Black Keys i Brian Burton                          | The Black Keys                                                                  |
| 2012 | "Walk"                          | Foo Fighters                                           | Foo Fighters                                                                    |
| 2011 | "Angry World"                   | Neil Young                                             | Neil Young                                                                      |
| 2010 | "Use Somebody"                  | Kings of Leon                                          | Kings of Leon                                                                   |
| 2009 | "Girls in Their Summer Clothes" | Bruce Springsteen                                      | Bruce Springsteen                                                               |
| 2008 | "Radio Nowhere"                 | Bruce Springsteen                                      | Bruce Springsteen                                                               |
| 2007 | "Dani California"               | Red Hot Chili Peppers                                  | Red Hot Chili Peppers                                                           |
| 2006 | "City of Blinding Lights"       | U2                                                     | U2                                                                              |
| 2005 | "Boulevard of Broken Dreams"    | Green Day                                              | Green Day                                                                       |
| 2004 | "Seven Nation Army"             | The White Stripes                                      | Jack White                                                                      |
| 2003 | "The Rising"                    | Bruce Springsteen                                      | Bruce Springsteen                                                               |
| 2002 | "Drops of Jupiter (Tell Me)"    | Train                                                  | Charlie Colin, Rob Hotchkiss, Patrick Monahan, Jimmy Stafford i Scott Underwood |
| 2001 | "With Arms Wide Open"           | Creed                                                  | Scott Stapp i Mark Tremonti                                                     |
| 2000 | "Scar Tissue"                   | Red Hot Chili Peppers                                  | Red Hot Chili Peppers                                                           |
| 1999 | "Uninvited"                     | Alanis Morissette                                      | Alanis Morissette                                                               |
| 1998 | "One Headlight"                 | The Wallflowers                                        | Jakob Dylan                                                                     |
| 1997 | "Give Me One Reason"            | Tracy Chapman                                          | Tracy Chapman                                                                   |
| 1996 | "You Oughta Know"               | Alanis Morissette                                      | Glen Ballard i Alanis Morissette                                                |
| 1995 | "Streets of Philadelphia"       | Bruce Springsteen                                      | Bruce Springsteen                                                               |
| 1994 | "Runaway Train"                 | Soul Asylum                                            | Dave Pirner                                                                     |
| 1993 | "Layla"                         | Eric Clapton                                           | Eric Clapton i Jim Gordon                                                       |
| 1992 | "The Soul Cages"                | Sting                                                  | Sting                                                                           |